# São José (Paulínia)
São José é um extenso e populoso bairro de classe média, média-baixa e baixa da zona norte da cidade de Paulínia, um dos mais distante da região central da cidade. É composto por quatro loteamentos, sendo dois residenciais abertos (Residencial Nova Paulínia, popularmente chamado de São José I, e Residencial Viacava, popularmente chamado de São José II) e dois condomínios fechados (Campos do Conde Paulínia Park e Campos do Conde Paulínia II), além da Fazenda São José.
Com 12.521 habitantes e 45 km² de área, é o maior bairro de Paulínia e o principal da zona noroeste de Paulínia. Também é um dos mais afetados pela poluição, devido à sua proximidade com a Replan.
O bairro foi criado em meados dos anos 90 e rapidamente se expandiu, tornando-se o maior de Paulínia. Apesar de ser um dos bairros mais novos de Paulínia, o São José se tornou um dos principais bairros da cidade.
O desenvolvimento econômico deveu-se ao rápido povoamento, que criou um enorme mercado consumidor e atraiu invenstimentos em comércios. Atualmente o bairro possui mais estabelecimentos do que bairros tradicionalmente importantes como João Aranha, Monte Alegre, Santa Cecília e até o Distrito de Betel

## Geografia

### Regiões
O bairro é dividido em cinco regiões (ou sub-bairros):
- São José ou Nova Paulínia
- São José II
- Condomínio Residencial João Vieira
- Campos do Conde Paulínia[3]
- Campos do Conde Paulínia II

O São José I (Nova Paulínia II) é a maior região do São José, com 76 ruas, e o Condomínio
João Vieira, a menor, com apenas 2 ruas.

### Principais Ruas
- Avenida Ferrúcio Ferramola

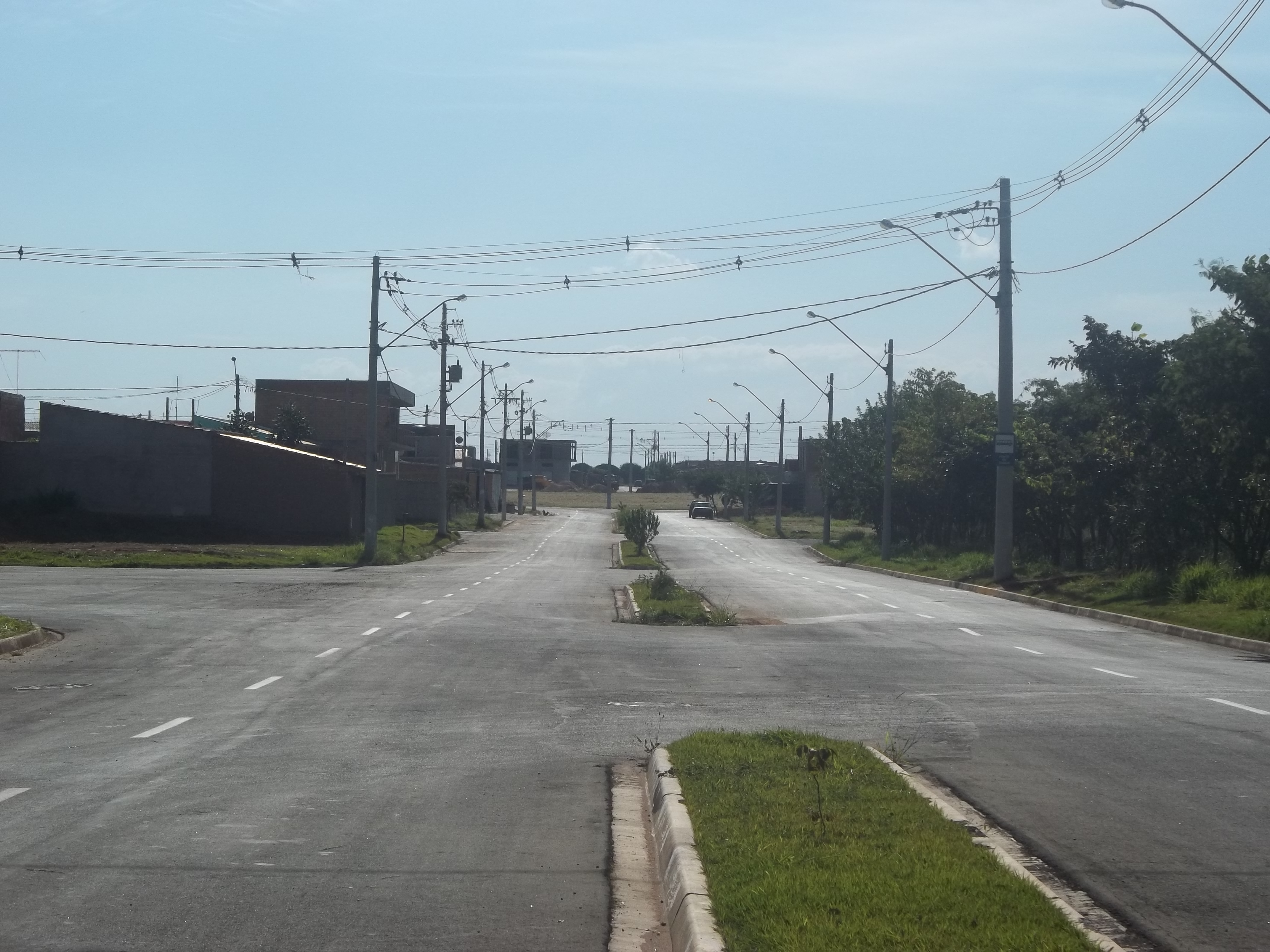
Imagem da Avenida 2, no São José II

A Avenida Ferrúcio Ferramola é a principal avenida do São José, por ser a principal entrada e saída do bairro.
- Avenida Regina Basseto Bordignon

O centro comercial do São José. Nessa Avenida se localizam os maiores estabelecimentos comerciais do bairro.
- Avenida Pedro Antônio Bordignon

A terceira avenida mais importante do São José, onde também se encontram estabelecimentos importantes.
- Avenida José Puccinelli

A maior avenida do São José, com 3,3 km de extensão.
- Rua Ana Maria Padovani

A maior rua do São José, com 1,95 km de extensão, menor apenas do que a Avenida José Puccinelli.
- Avenida Um

- Avenida Dois
- Avenida B

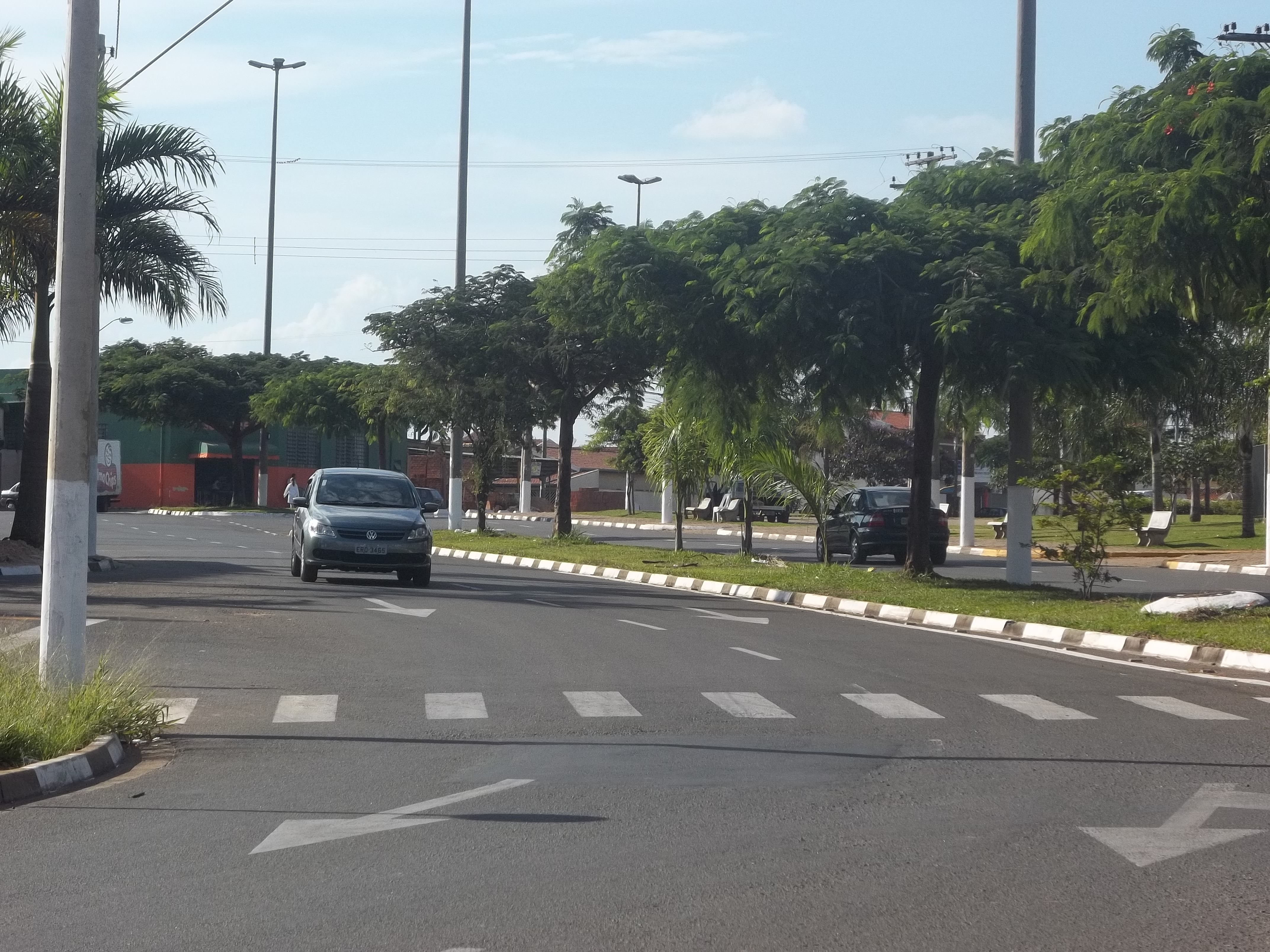
Avenida Regina Basseto Bordignon, no Sâo José I.

- Rua Pedra Carolina Argentim Vansan
- Rua Dorcelino Rodrigues da Cunha
- Rua Duzolina Muraro Ferraz
- Rua Francisco da Silva Brito
- Avenida João Vieira

Localizada no bairro João Aranha, é a principal saída do São José ao centro de Paulínia.

### Área de influência
O São José é o principal bairro da Região Noroeste e polariza, junto com o João Aranha, vários bairros vizinhos.

## Cultura e lazer

### Esportes
No São José se encontra uma quadra de grama sintética e vários campinhos de futebol. O bairro possui também dois clubes de futebol amadores (União São José Futebol Clube, dividido em principal e "B"; e Unidos do São José), que disputam campeonatos amadores de Paulínia.